# Dominik Bender
Dominik Bender (* 30. Januar 1957 in Köln; † 14. April 2023) war ein deutscher Schauspieler und Fotograf.

## Leben
Dominik Bender studierte vor seiner Schauspielausbildung von 1978 bis 1982 an der Hochschule der Künste Berlin Islamwissenschaft, Indologie und Ethnologie an der Universität Köln. Er gründete 1982 das „Theater zum westlichen Stadthirschen“ in Berlin. Bis zuletzt war er dort als Schauspieler, künstlerischer Leiter und Geschäftsführer tätig. Bender starb nach langer, schwerer Krankheit am 14. April 2023.

## Filmografie
- 1984: Dorado – One Way
- 2002: Liebling, bring die Hühner ins Bett
- 2023: SOKO Köln (Fernsehserie, Folge Ruhe sanft)